# Kathy Ellis
Pour les articles homonymes, voir Ellis.
Kathleen Ellis dite Kathy Ellis, née le 28 novembre 1946 à Indianapolis, est une nageuse américaine.

## Biographie
Aux Jeux olympiques d'été de 1964 à Tokyo, Kathy Ellis remporte la médaille d'or à l'issue de la finale du relais 4x100 mètres nage libre et est médaillée de bronze sur 100 mètres nage libre. En 1968 à Mexico, elle est sacrée championne olympique sur 4x100 mètres quatre nages et termine troisième de la finale du 100 mètres papillon.
Elle entre à l'International Swimming Hall of Fame en 1991.